# Hjalmar Pettersson
Hjalmar Johan Pettersson, född 7 december 1906 i Uppsala, död där 25 augusti 2003, var en svensk tävlingscyklist.
Pettersson började med cykelsport 1926 som medlem av IF Thor och därefter i SK Fyrishof. Han deltog i Olympiska sommarspelen 1928 (i Amsterdam) och blev etta i lag vid Nordiska mästerskapet i Oslo samma år, blev trea i Sexdagarsloppet 1929, tvåa i samma tävling 1930, tvåa i Mälaren runt 1929, och etta i lag vid Nordiska mästerskapet i Köpenhamn 1930. Han deltog i Osloloppet 1928, 1929, 1930 och 1931. Han var anställd som expeditionsbiträde. Pettersson är gravsatt på Uppsala gamla kyrkogård.